# Pastorietuin van Oombergen

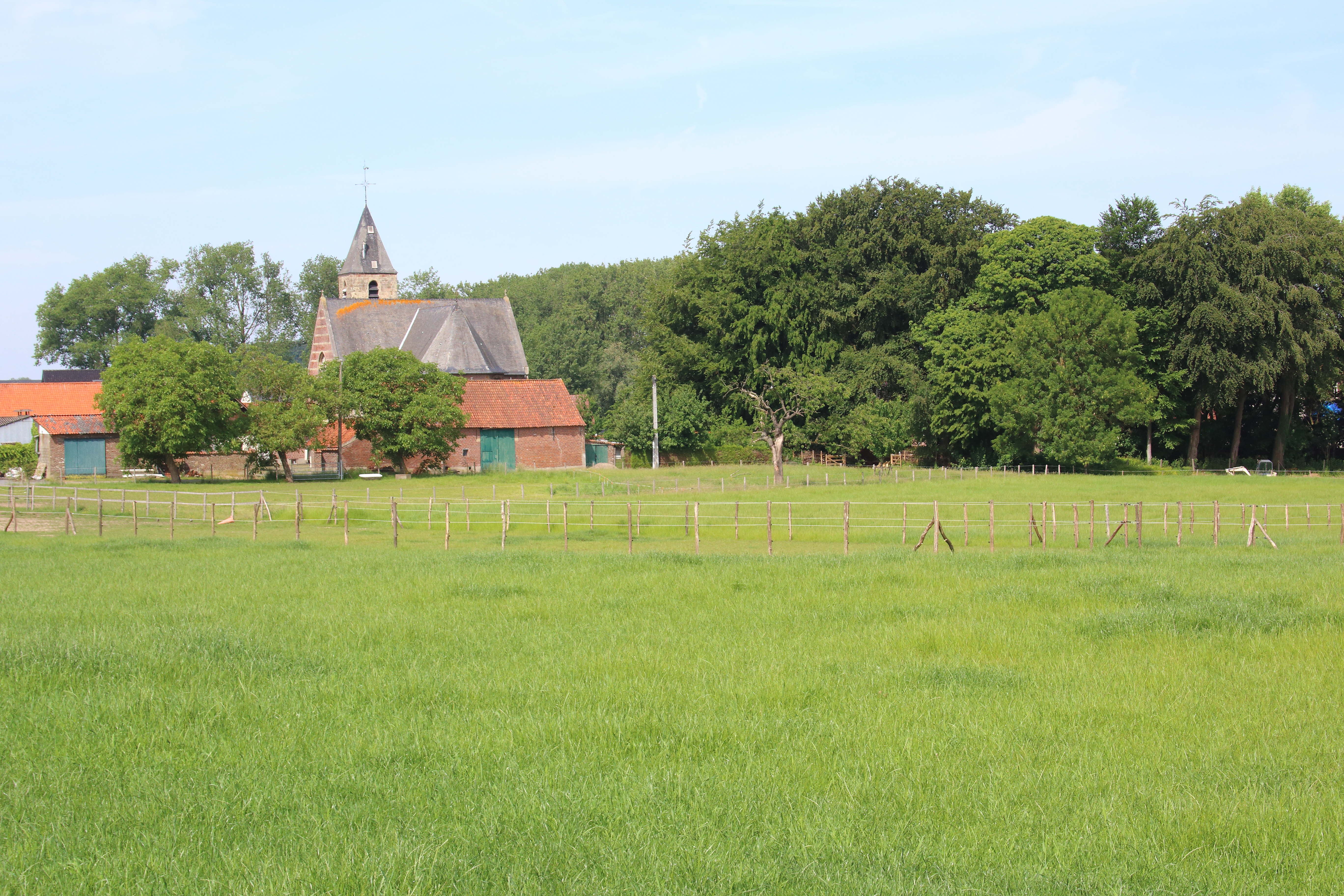
Zicht op de achterzijde van de Sint-Martinuskerk en de pastorietuin

De Pastorietuin van Oombergen of Speelbos drOOmbergen is een voor het publiek opengestelde natuurlijke tuin naast de pastorie van de Sint-Martinuskerk in Oombergen, deelgemeente van de Belgische stad Zottegem.
De tuin bevindt zich tussen de pastorie en de kerk van Oombergen en ligt dicht bij het natuurgebied Oombergse bossen en Cotthembos. Sinds 2017 werd de verwilderde tuin omgevormd tot speelnatuur met het speelbos 'drOOmbergen'.  De pastorietuin met natuurlijke speelprikkels en inheemse boomsoorten werd op 26 mei 2019 officieel geopend. De herinrichting werd mee gefinancierd door de Vlaamse overheid en de provincie Oost-Vlaanderen in het project Platteland Plus. In 2020 kreeg de pastorietuin een Openbaargroen-award van de Vereniging van Openbaar Groen (VVOG). In de pastorietuin staan onder andere haagbeuk, linde, op stam gezette taxus, tamme kastanje en een beukenprieel . De pastorietuin ligt aan het wandelnetwerk 'Tussen Zwalm en Dender'.
De pastorie en de pastorietuin zijn sinds 2003 beschermd als monument.
Natuurschool Klavertje 4 maakt van het speelbos gebruik als speelplaats; in 2023 werd het door het magazine Knack verkozen tot finalist van de mooiste speelplaats van Vlaanderen. 

## Afbeeldingen

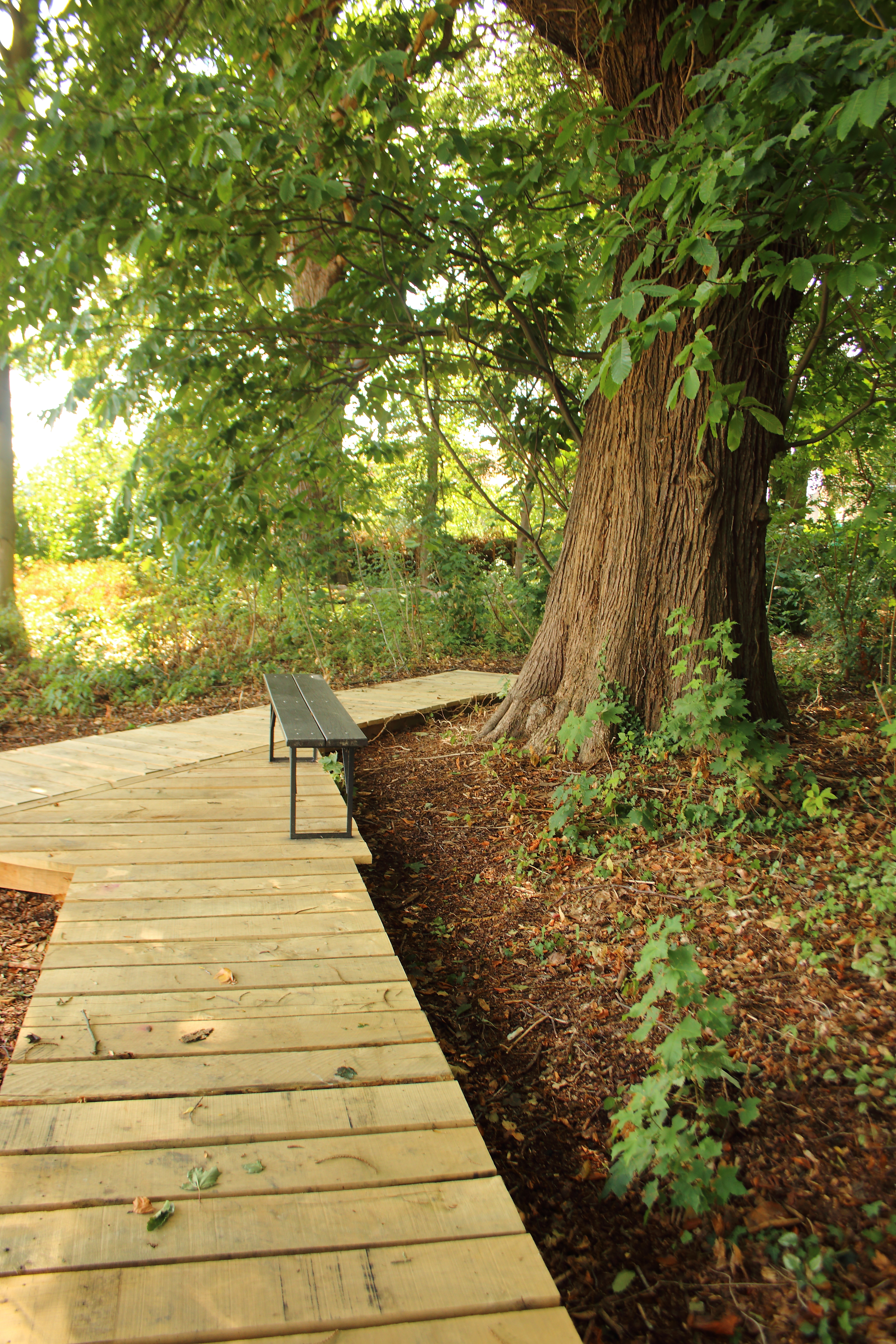
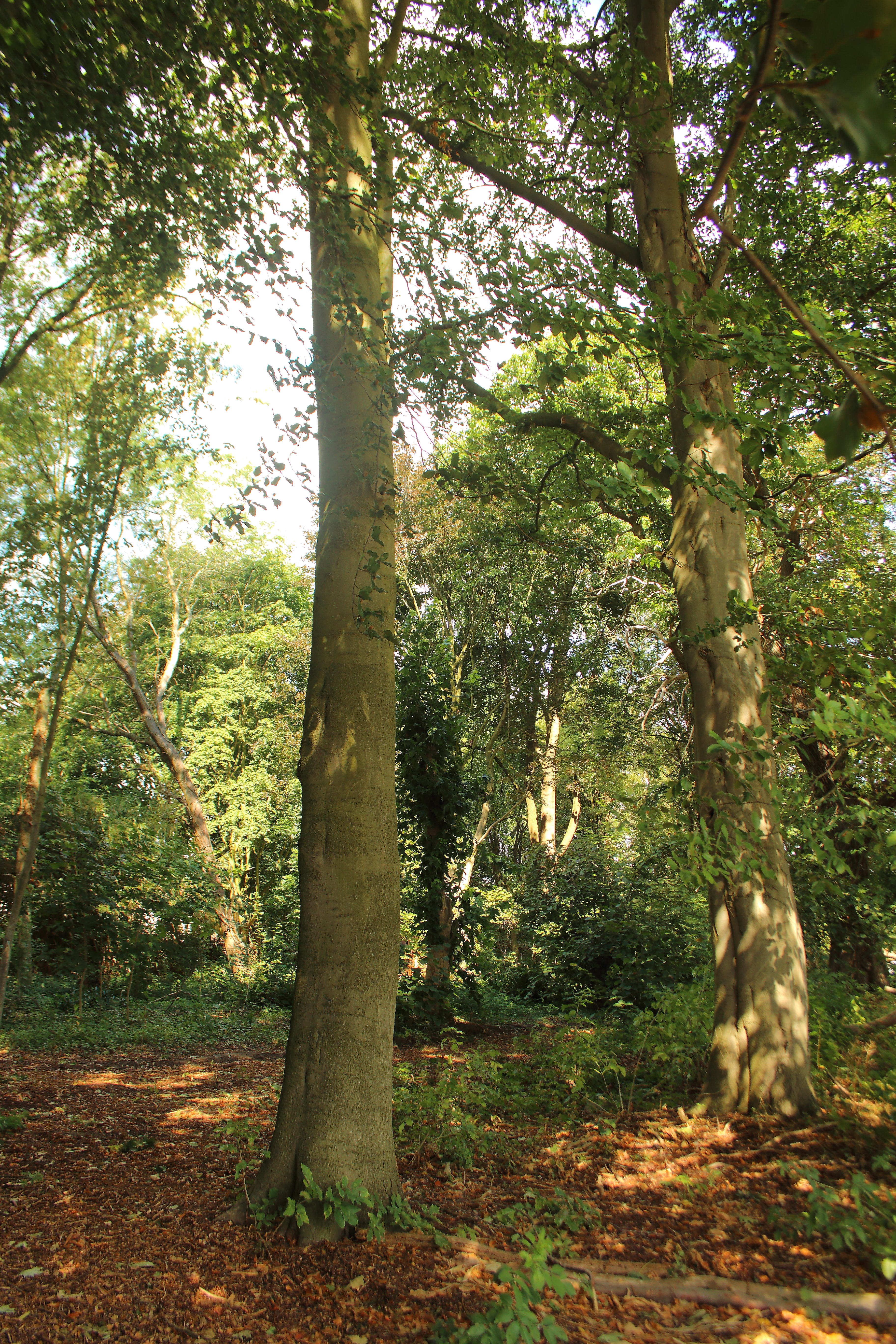
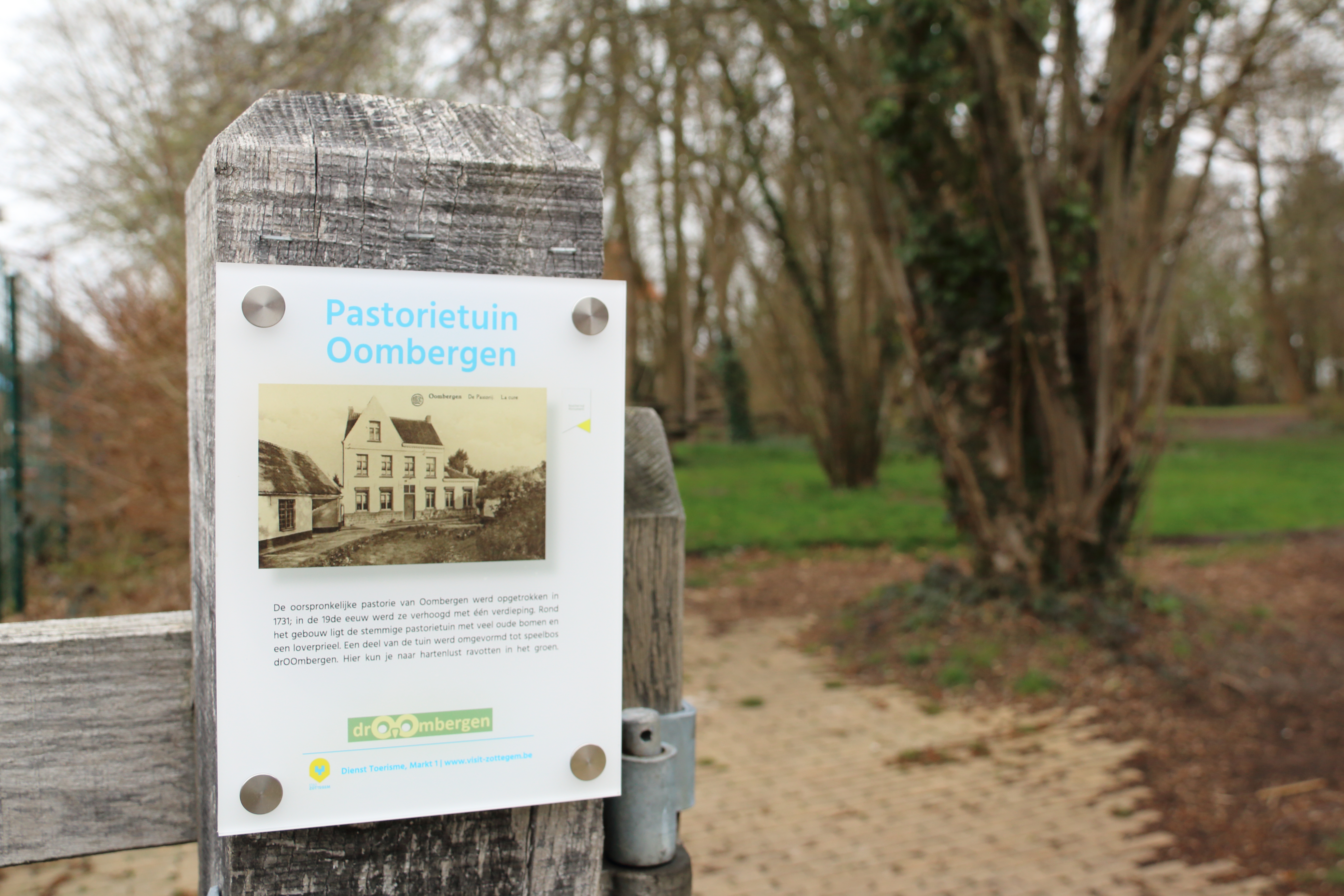
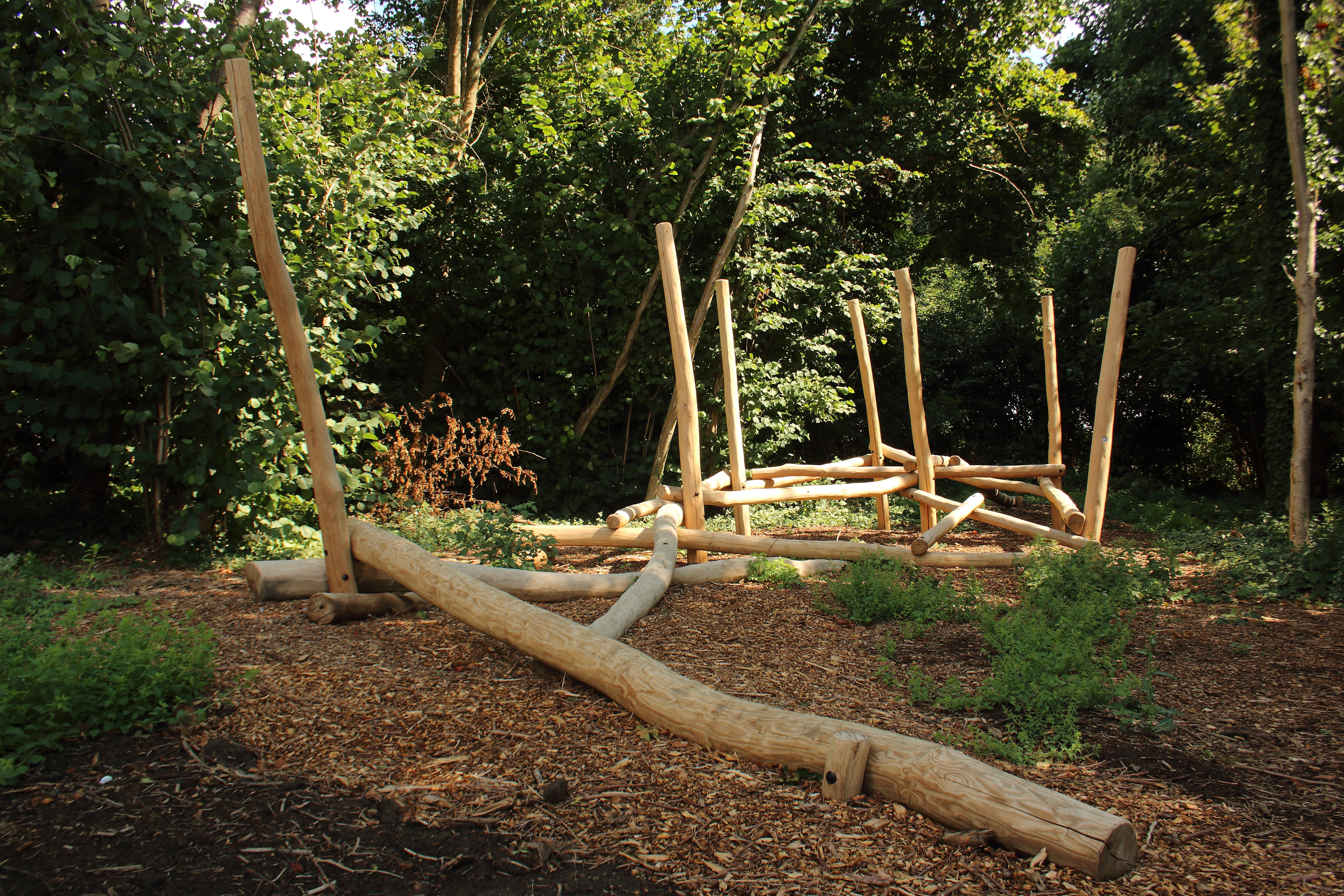
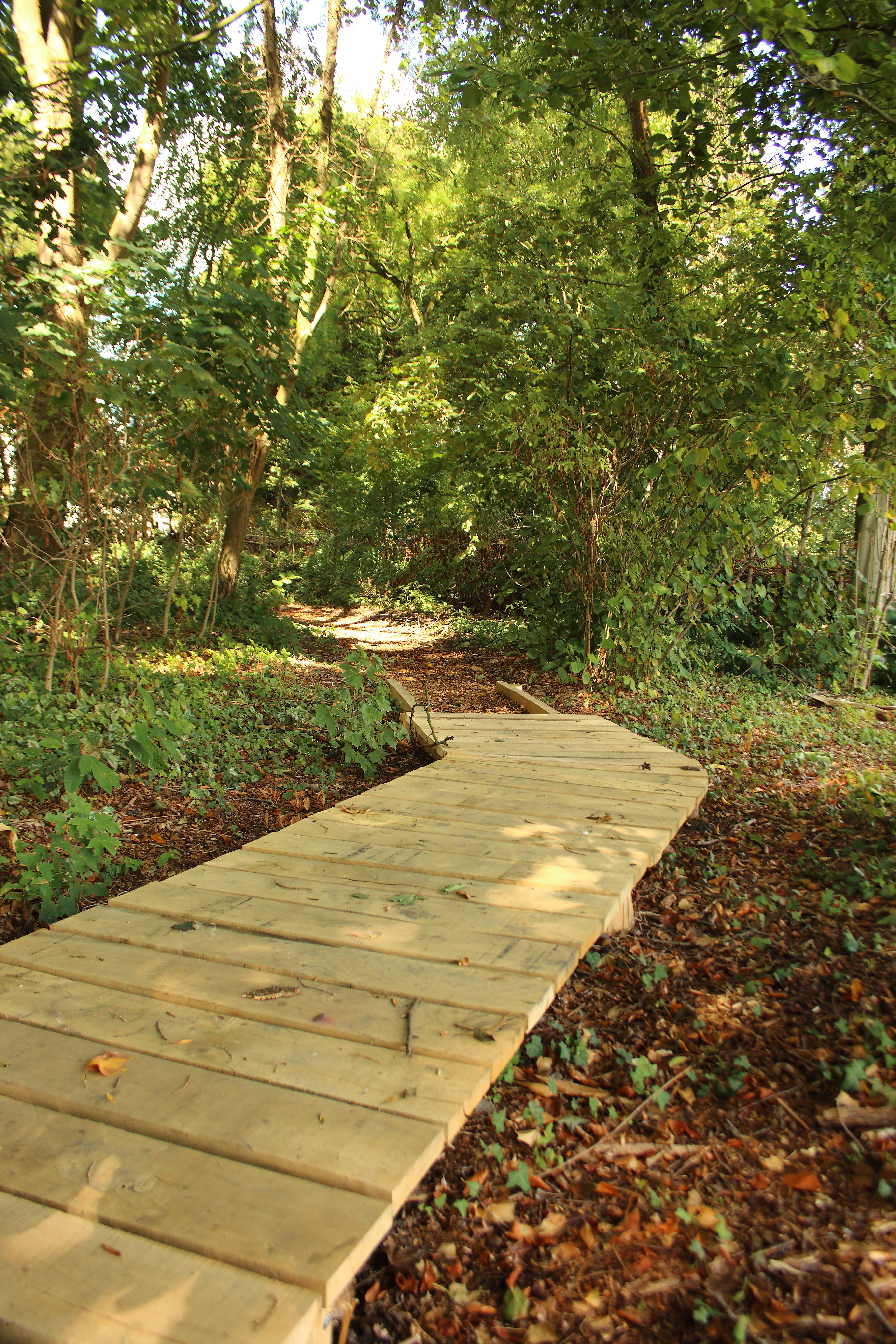
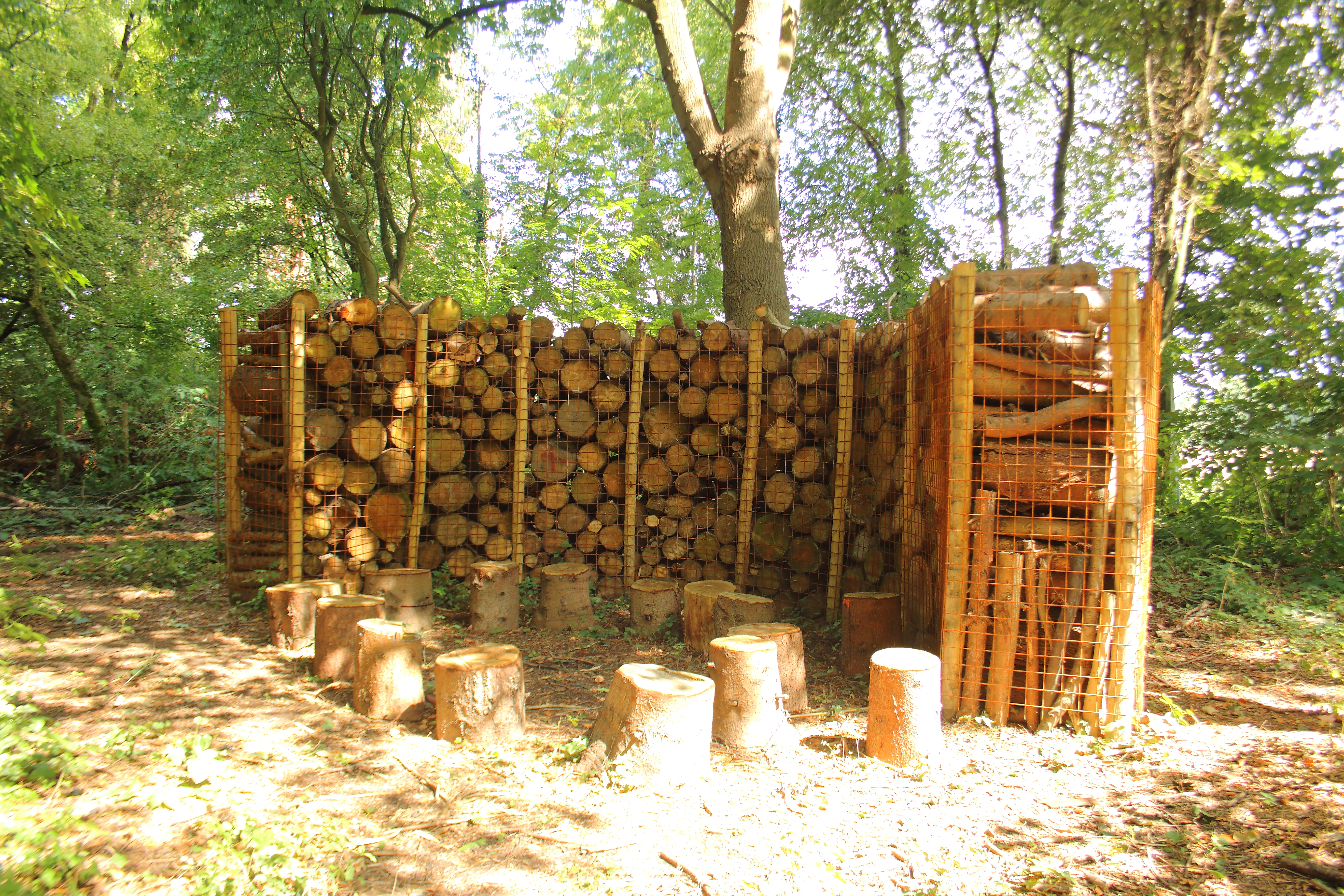